# Rebekka (Sängerin)
Rebekka ist der Künstlername der deutschen Sängerin und Gitarristin Jutta Hirschfeld (* 17. November 1950 in Niederkleveez, Schleswig-Holstein). Ihre Musik ist eine Mischung aus Folklore und Schlager.

## Biografie
Als Hirschfeld im Alter von zwölf Jahren in die Realschule kam, verweigerte ihr der Musiklehrer die Mitgliedschaft im Schulchor, weil er ihre Stimme „blechern“ fand. 1967 wechselte sie auf die Staatliche Fremdsprachenschule, um sich zur Fremdsprachenkorrespondentin ausbilden zu lassen. Es stellte sich allerdings heraus, dass ihr dieser Beruf wenig lag.
Während der Ferien verkaufte Hirschfeld in einem Warenhaus Schallplatten und bezahlte vom Verdienst und gespartem Taschengeld ihre erste Gitarre. Das Spielen des Instruments lernte sie mit Unterstützung einer Freundin, die ihr die wichtigsten Griffe zeigte. Die Kenntnisse der englischen, französischen und spanischen Sprache, die sie während ihrer Ausbildung erlangt hatte, halfen sehr beim Verstehen von Texten und ermöglichten eine gefühlvollere Interpretation, denn inzwischen ergänzte sie ihr Gitarrenspiel durch Gesang. Ihre Stimmlage ist Alt mit nasaler Artikulation.
Erste Auftritte hatte Hirschfeld im Hamburger Folklore-Club „Danny’s Pan“, wo sie von dem Arrangeur Rolf Marion entdeckt wurde. Nach längerer Studioarbeit erschien die Debütsingle Ich glaube an die Macht der Liebe, die unbeachtet blieb, unter dem Pseudonym „Rebekka“. Die dritte Single, Schön ist jeder Tag der Liebe, tat sich anfänglich ebenfalls schwer, erlangte aber nach einem Auftritt in der Deutschen Schlagerparade des NDR größere Bekanntheit. Es folgte eine Tour durch deutsche und Westberliner Radiostationen und der Einstieg in die deutschen Charts, wo das Lied im Juni 1973 Platz 45 erreichte. Allerdings blieb Schön ist jeder Tag der Liebe Rebekkas einziger Charthit.
Als Reservations-Agentin im Hamburger Stadtbüro der Lufthansa hatte sie die Möglichkeit, in viele verschiedene Länder zu reisen und ihre Fremdsprachenkenntnisse weiter auszubauen. Daraufhin sang sie bald nicht nur in deutscher, französischer, englischer und spanischer Sprache, sondern auch in Italienisch, Griechisch, Portugiesisch, Russisch, Hebräisch, Jugoslawisch und Tschechisch. Zu einem mehrsprachigen Folkalbum, das sie aufnehmen wollte, kam es nicht.
Rebekka ist die Tochter eines Versicherungsinspektors und hat eine zehn Jahre ältere Schwester.

## Diskografie
Singles
- 1972: Ich glaube an die Macht der Liebe
- 1972: In Navatiya
- 1973: Schön ist jeder Tag der Liebe
- 1973: Wo die Sonne rot im Meer versinkt
- 1974: Denk’ an die Liebe (Linda)
- 1974: In deinen Augen tanzen tausend Sterne
- 1975: Nico, der Sänger
- 1976: Ich seh’ dich mit meinen Augen (Arms of Mary)
- 1976: Ich bleib bei dir (Mississippi)
- 1977: Ich bin an einem Sonntag geboren
- 1977: …dann bis morgen
- 1977: Sunrise, Sunrise
- 1978: Er war auch mal jung
- 1978: Hinter einem Lächeln
- 1979: Hör mal (Save Me)
- 1980: Wieviele Wege muss man geh’n